# Teucholabis esakii
Teucholabis esakii är en tvåvingeart som först beskrevs av Alexander 1924.  Teucholabis esakii ingår i släktet Teucholabis och familjen småharkrankar. Inga underarter finns listade i Catalogue of Life.